# Marc Soustrot
Marc Soustrot (né dans le 4e arrondissement de Lyon le 15 avril 1949) est un chef d'orchestre classique français. Il est le frère aîné du trompettiste Bernard Soustrot.

## Biographie
Élève du conservatoire de Lyon, il poursuit son cursus au conservatoire de Paris, notamment en trombone et en musique de chambre, direction et analyse. En 1975, il est chef d'orchestre assistant au London Symphony Orchestra puis l'année suivante, il succède à Jean-Claude Casadesus comme chef d'orchestre adjoint de l'Orchestre philharmonique des Pays de la Loire. Il en devient directeur musical en 1978.

## Discographie sélective
- Philippe Gaubert, Le Chevalier et la Damoiselle, Orchestre philharmonique du Luxembourg, Label Timpani-Naïve, 2009[3].
- Camille Saint-Saëns, Intégrale des 5 concertos et pièces pour piano et orchestre avec le Malmö Symphony Orchestra dirigé par Marc Soustrot, Romain Descharmes, piano (Naxos 2017)
- Camille Saint-Saëns, concertos pour violoncelle et orchestre n 1 et n 2, Gabriel Schwabe, violoncelle avec le Malmö Symphony Orchestra  (CD Naxos 2017)
- Camille Saint-Saëns, intégrale des 5 symphonies avec le Malmö Symphony Orchestra (3 CD Naxos 2020)

## Reconnaissance
- Premier prix du Concours international de la Rupert Fondation de Londres, 1974 ;
- Premier Prix du Concours international de Besançon, 1975.